# Pisacca-tinamoe
De pisacca-tinamoe (Nothoprocta ornata) is een vogel uit de familie tinamoes (Tinamidae). De wetenschappelijke naam van de soort is voor het eerst geldig gepubliceerd in 1867 door Gray.

## Voorkomen
De soort komt voor van Peru tot het noorden van Chili en het noordwesten van Argentinië en telt drie ondersoorten:
- N. o. branickii: centraal Peru.
- N. o. ornata: zuidelijk Peru, westelijk Bolivia en noordelijk Chili.
- N. o. rostrata: zuidelijk Bolivia en noordwestelijk Argentinië.

## Beschermingsstatus
Op de Rode Lijst van de IUCN heeft de soort de status veilig.

## Beschrijving
Deze vogel wordt ongeveer 32 cm in lengte. De rug is bruingrijs met zwarte markeringen. De poten zijn geel of grijs.

## Voedsel
De pisacca-tinamoe eet fruit van de grond of lage struiken. Hij eet ook bloemen, bladeren en wortels van planten.

## Voortplanting
Het mannetje paart met ongeveer vier vrouwtjes, die hun eieren in dicht struikgewas leggen. Daarna voedt het mannetje de jongen op en broedt hij de eieren uit. De vrouwtjes paren met meerdere mannetjes, in het territorium van de mannetjes (polygynandrie).